# Iwan Zołotar
Iwan Fiodorowicz Zołotar (ur. 4 lipca 1905, zm. 1 lipca 1981) – pułkownik Armii Radzieckiej, bojownik ruchu oporu w czasie II wojny światowej.
W 1942 roku zorganizował partyzantkę na terenach Białorusi. We wrześniu 1944 r. wylądował na południu okupowanej Polski. W okolicach Nowego Targu, Limanowej, Nowego Sącza zorganizował z działających już na tych terenach mniejszych grup radzieckich „Zjednoczenie Radzieckich Partyzantów”. Formacja ta dokonała kilkudziesięciu dużych działań bojowych: otwarte walki z Niemcami, rozgramianie garnizonów niemieckich, wysadzanie magazynów wojskowych, transportów wojennych itp. Wiele akcji przeciw reżimowi III Rzeszy dowodzony przez niego oddział przeprowadził w latach 1944-1945 razem z partyzantami z Armii Krajowej i Batalionów Chłopskich. W 1947 r. Iwan Zołotar przeszedł na emeryturę. Pracował w sekcji byłych partyzantów w Radzieckim Związku Weteranów Wojny oraz był członkiem kolegium redakcyjnego przy wydawnictwie „Partyzancka Rzeczywistość”. Wydał Notatnik zrzutowca - powieść z czasów partyzanckiej wojny na Białorusi, kilka opowiadań i szkiców, pracował nad powieścią o wojnie w polskich Karpatach.